# Trzecia Komisja Jacques’a Delorsa
Trzecia Komisja Jacques’a Delorsa – Komisja Europejska, która swoją działalność rozpoczęła w 1993, a zakończyła w 1995. Przewodniczącym KE był Jacques Delors, a wiceprzewodniczącymi Martin Bangemann, Leon Brittan, Henning Christophersen, Manuel Marín, Karel Van Miert i Antonio Ruberti.
Komisja składała się z przewodniczącego i 16 komisarzy. Po dwóch przedstawicieli miały Francja, Hiszpania, Wielka Brytania, Włochy i Niemcy, a po jednym Dania, Belgia, Luksemburg, Holandia, Grecja, Irlandia i Portugalia.

## Skład Komisji
| Zakres                                     | Komisarz                                                 |
| ------------------------------------------ | -------------------------------------------------------- |
| przewodniczący                             | Jacques Delors                                           |
| zatrudnienie, sprawy społeczne             | Pádraig Flynn                                            |
| środowisko, rybołówstwo                    | Joanis Paleokrasas                                       |
| handel                                     | Leon Brittan                                             |
| budżet, kontrola finansowa                 | Peter Schmidhuber                                        |
| przemysł, polityka informacyjna            | Martin Bangemann                                         |
| rozwój i pomoc humanitarna                 | Manuel Marín                                             |
| konkurencja                                | Karel Van Miert                                          |
| rolnictwo i rozwój wsi                     | René Steichen                                            |
| kontakty z parlamentem, kultura            | João de Deus Pinheiro                                    |
| stosunki zewnętrzne, rozszerzenie          | Hans van den Broek                                       |
| nauka, badania naukowe, rozwój technologii | Antonio Ruberti                                          |
| podatki, unia celna, ochrona konsumentów   | Christiane Scrivener                                     |
| polityka regionalna                        | Bruce Millan                                             |
| rynek wewnętrzny                           | Raniero Vanni d’Archirafi                                |
| energia, transport                         | Abel Matutes (do 1994) Marcelino Oreja Aguirre (od 1994) |
| sprawy ekonomiczne i monetarne             | Henning Christophersen                                   |